# Święty Sebastian (obraz El Greca z 1578)
Święty Sebastian (Męczeństwo św. Sebastiana) – obraz hiszpańskiego malarza pochodzenia greckiego Dominikosa Theotokopulosa, znanego jako El Greco.
Męczeństwo Sebastiana zostało opisane w XIII-wiecznym zbiorze żywotów świętych pt. Złota legenda autorstwa Jakuba de Voragine. Sebastian był rzymskim oficerem gwardii cesarskiej. Żył w czasach prześladowań chrześcijan w III wieku. Kiedy dwóch jego przyjaciół zostało skazanych na śmierć z powodu wiary, Sebastian chciał ich uratować, samemu przyznając się podczas procesu, że jest chrześcijaninem. Został skazany na przeszycie strzałami przez jego własnych żołnierzy. Sebastian nie umarł od otrzymanych ran.

## Opis obrazu
Obraz powstał zaraz po przybyciu El Greca do Hiszpanii. Pozycja i ułożenie ciała pozwalające bardziej wyeksponować mięśnie i budowę mężczyzny, wskazuje na wpływy włoskiego malarstwa, zwłaszcza prac Michała Anioła na twórczość El Greca w pierwszych latach działalności artystycznej w Hiszpanii. Artysta wzorował się również na grecko-rzymskim posągu Laokoona. Święty Sebastian jest pierwszym pełnopostaciowym aktem.
Pod koniec życia w 1614 roku El Greco ukończył drugą wersję Świętego Sebastiana. Obraz znajduje się obecnie w zbiorach Muzeum Prado.